# К-23
«К-23» — советская крейсерская дизель-электрическая подводная лодка времён Великой Отечественной войны, шестой корабль серии XIV типа «Крейсерская».

## История корабля
Лодка была заложена 5 февраля 1938 года в Ленинграде, на заводе № 196 (Судомех), спущена на воду 28 апреля 1939 года. 25 сентября 1940 года принята в состав флота. Бессменным командиром лодки на протяжении всей её службы (май 1939 — 12 мая 1942) был капитан 3 ранга Леонид Степанович Потапов.
24 марта 1941 г. подлодка пришла в село Рыбацкое, 24 июня — в Беломорск, где проходила профилактический ремонт до осени 1941 г., 30 сентября перешла в Полярный. Вошла в состав 1-го дивизиона бригады ПЛ Северного флота. С 1941 по 1942 год участвовала в Великой Отечественной войне.
12 мая 1942 года атаковала конвой противника в составе транспортов «Карл Леонгард» (6115 брт) и «Эмеланд» (5189 брт) в охранении сторожевых кораблей «V-6106», «V-6107» «V-6108» и охотников за подводными лодками «Uj-1101», «Uj-1109» и «Uj-1110». Погибла в 16:30 в результате действий немецкой авиации (разрыв поблизости от лодки четырёх 250-килограммовых авиабомб, а также прямое попадание одной из 72 глубинных бомб, сброшенных кораблями охранения немецкого конвоя). Вместе с лодкой погиб 71 человек, в их числе и находившийся на ней командир дивизиона Магомет Имадутдинович Гаджиев.

## Потопленные транспорты

### Торпедами
2 торпедные атаки с выпуском 6 торпед и 1 несанкционированный пуск торпеды по ошибке экипажа. Результатов нет.

### Артиллерией
3 артиллерийские атаки, 1 результативная.
- 19 января 1942 — транспорт «Сёрей» (506 брт), 2 выпущенные по транспорту торпеды прошли мимо

### Минами
3 минные постановки (60 мин), на которых погибли:
- 8 ноября 1941 г. — транспорт «Флотбек» (1931 брт) — скорее всего погиб на минах «К-1»
- 26 декабря 1941 г. — транспорт «Осло» (1994 брт) — возможно, погиб на минах «К-1»
- 15 февраля 1942 г. — транспорт «Бирк» (3664 брт)

Всего: 7 588 брт (3 664 брт подтверждённых))

## Награды
- за потопление транспорта «Сёрей» командир «К-23» Приказом Народного Комиссара ВМФ был награждён орденом Красного Знамени.